# Духовная песня

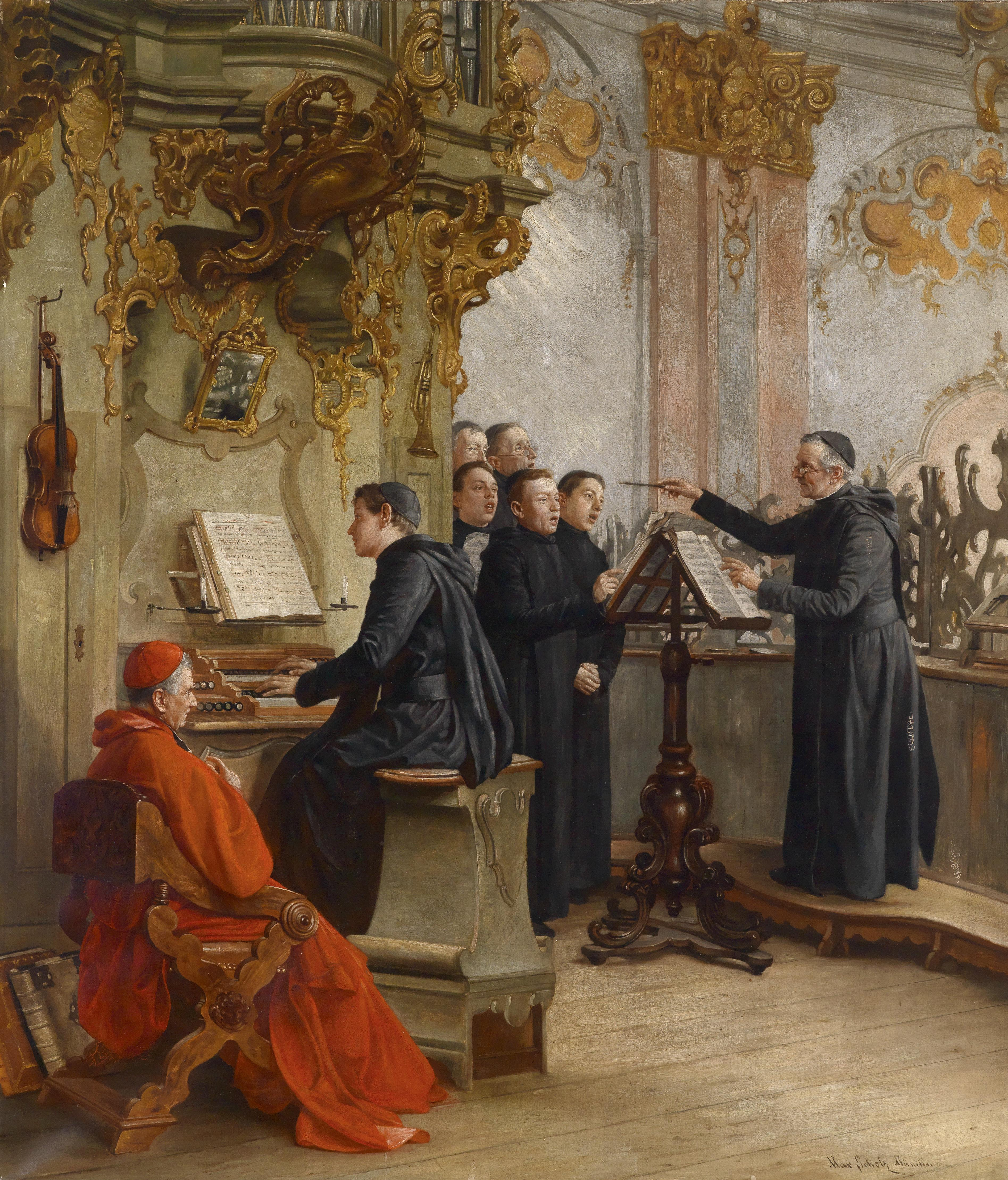
Макс Шольц Хоровое выступление, ок. 1906 год

Духовная песня (нем. geistliches Lied, англ. sacred song) — старинная песня на текст христианской тематики.

## Краткая характеристика
Тексты духовной песни могли заимствоваться непосредственно из Библии (особенно из Псалтири), но чаще представляли собой образцы анонимной гимнографии, обыгрывающие библейские сюжеты и обращающиеся к ключевым персонам Евангелия (преимущественно к Богородице). В протестантизме (в соответствии с концепцией максимально возможного вовлечения паствы) духовные песни включались непосредственно в богослужение (см. Протестантский хорал). У православных духовные песни (см. Духовный стих, Псальма) — образцы паралитургических жанров. Латинский кондукт, итальянская лауда, галисийско-португальская кантига (только марианская), английская кэрол, французский ноэль, испанская саэта, польская кантычка и т. п. также по существу являются примерами духовной песни, однако, по традиции они обозначаются собственными (оригинальными) терминами.
В 1736 году в Лейпциге немецкий церковный музыкант Георг Кристиан Шемелли (ок. 1678—1762) опубликовал крупный сборник (ныне известен как «Песенник Шемелли», нем. Schemellis Gesangbuch), содержащий 954 духовные песни, из которых 69 опубликованы с нотами (для голоса и basso continuo), прочие же представлены лишь текстами. Нотированные духовные песни из Песенника Шемелли издавна приписываются И. С. Баху (BWV 439—507), однако подлинное авторство Баха установлено лишь в отношении песен «Dir, dir Jehovah, will ich singen» (BWV 452), «Komm, süßer Tod» (BWV 478) и «Vergiss mein nicht» (BWV 505). В отношении остальных полагают, что Бах лишь отредактировал заимствованные из разных (необязательно церковных) источников мелодии и гармонизовал их.